# PocketGIS
PocketGis — программа, разработанная на основе многоплатформенного ядра «LaserMap Advanced Kernel». Основным назначением программы является поддержка принятия решений относительно ориентирования на местности и выбора маршрута для проезда на автомобиле и сбор данных о состоянии автодорожного трафика.

## Возможности
- Работа с картами любых поставщиков. На данный момент доступны ГеоцентрКонсалтинг и OpenStreetMap
- Поиск объектов по адресу и названию
- Возможность прокладки маршрута и ведение по маршруту с голосовыми подсказками
  - различные стратегии прокладки маршрута от «короче» до «быстрее»
  - автомасштабирование карты в зависимости от скорости движения и расстояния до предстоящего манёвра
  - подсказки вовремя — автоматический расчет времени подсказок в зависимости от скорости движения.
- Запись треков и отображение записанных треков на карте
- Использование при построении маршрута данных системы информации о заторах «Пробковорот»
- Настраиваемый и программируемый интерфейс пользователя

## Пробковорот
Пользователи PocketGIS, включившие функцию обмена информацией о заторах, выполняют роль «мобильных датчиков» системы «Пробковорот».